# 巴西蘭迪亞
21°15′21″S 52°02′13″W / 21.25583°S 52.03694°W
巴西蘭迪亞（葡萄牙語：Brasilândia），是巴西的城鎮，位於該國西部，由南馬托格羅索州負責管轄，始建於1957年4月25日，面積5,807平方公里，海拔高度343米，2011年人口11,816，人口密度每平方公里2.03人。